# Lac Portneuf
Lac Portneuf är en sjö i Kanada.   Den ligger i regionen Saguenay–Lac-Saint-Jean och provinsen Québec, i den östra delen av landet, 600 km nordost om huvudstaden Ottawa. Lac Portneuf ligger 471 meter över havet. Arean är 18,9 kvadratkilometer. Den sträcker sig 11,9 kilometer i nord-sydlig riktning, och 7,6 kilometer i öst-västlig riktning.
I omgivningarna runt Lac Portneuf växer i huvudsak blandskog. Trakten runt Lac Portneuf är nära nog obefolkad, med mindre än två invånare per kvadratkilometer.